# Solfège
Solfège of notenleer is de stelselmatige training van het muzikale gehoor door middel van een muzikale zangoefening, waarbij de melodie gezongen wordt zonder de tekst en met gebruikmaking van alleen de namen van de noten. Het doel van deze oefening is het muzikale gehoor te vergroten en tevens door zonder voorstudie van het blad te zingen de trefzekerheid te verhogen met betrekking tot ritme en melodie. Solfège valt onder de muziekdidactiek.
Solfegiëren is het hiervan afgeleide werkwoord en betekent zowel het zingen van toonladders als het zingen van een muziekstuk met benoeming van de noten.
In het professioneel muziekonderwijs (conservatoria) en in de hogere graad van  de muziekscholen wordt het begrip solfège inmiddels in een bredere context gebruikt. Zo bestaan er afzonderlijke lessen ritmische solfège (het noteren van een ritme en het uitvoeren van een genoteerd ritme) en worden het muzikaal dictee en het herkennen van akkoorden in de harmonieleer tot het gebied van de solfège gerekend.
Een 'solfeggio' is de Italiaanse muziekterm voor een genoteerde oefening op het gebied van de solfège. Het woord 'solfège' is afgeleid van de muziektermen 'sol' en 'fa'. In Italië is 'solfa' een andere term voor notenschrift of muziek (zoals in de uitdrukking 'la solita solfa' ofwel 'het oude liedje').